# Jurassorotalia
Jurassorotalia es un género de foraminífero bentónico de estatus incierto, aunque considerado perteneciente a la familia Oberhauserellidae, de la superfamilia Duostominoidea, del suborden Robertinina y del orden Robertinida. Su especie tipo es Jurassorotalia grandis. Su rango cronoestratigráfico abarcaba el Calloviense superior (Jurásico medio).

## Clasificación
Jurassorotalia incluye a las siguientes especies:
- Jurassorotalia curva †
- Jurassorotalia grandis †
- Jurassorotalia multispiralis †